# Kurzschwanz-Paradigalla
Die Kurzschwanz-Paradigalla (Paradigalla carunculata), auch Kurzschwanz-Paradieselster genannt, ist eine Vogelart aus der Familie der Paradiesvögel (Paradisaeidae). Sie kommt ausschließlich im Hochland von Neuguinea vor. Im Vergleich zu der zweiten zur Gattung Paradigalla gehörenden Art der Langschwanz-Paradigalla ist das Verbreitungsgebiet der Kurzschwanz-Paradigalla groß und über ihre Lebensweise mehr bekannt.
Die Bestandssituation der Kurzschwanz-Paradigalla wird von der IUCN als nicht gefährdet (least concern) eingestuft. Es werden keine Unterarten unterschieden.

## Beschreibung

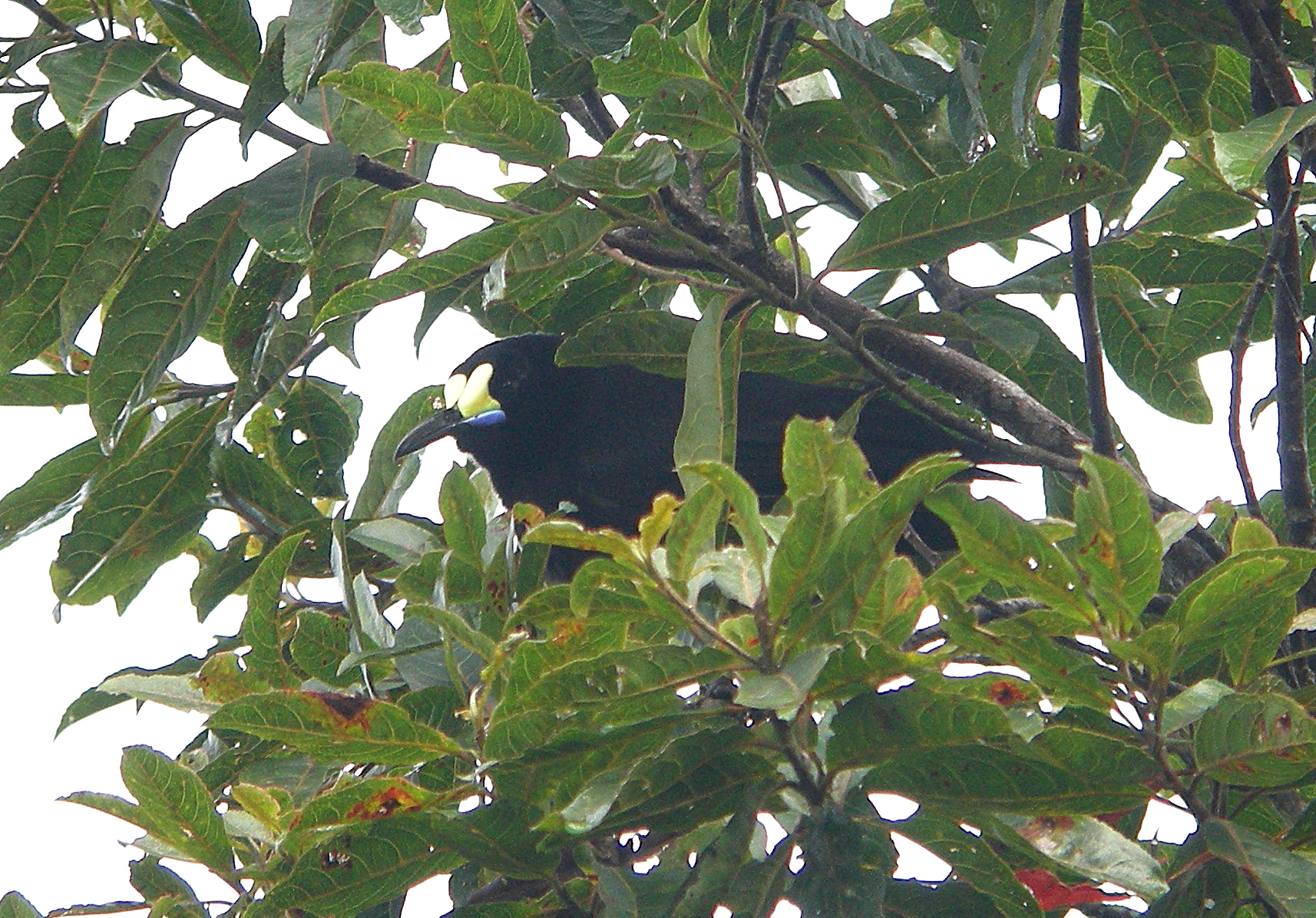
Kurzschwanz-Paradigalla

### Körperbau und -maße
Die Kurzschwanz-Paradigalla ist ein mittelgroßer bis großer, kräftig gebauter Paradiesvogel mit auffälligen Gesichtslappen und einem vergleichsweise kurzen Schwanz. Zu den besonderen Merkmalen der Kurzschwanz-Paradigalla gehört, dass das mittlere Steuerfederpaar um etwa drei Millimeter größer ist als das übrige Schwanzgefieder.
Sie erreicht eine Körperlänge von bis zu 23 Zentimeter, davon entfallen beim Männchen zwischen 4,2 und 7,3 Zentimeter und beim Weibchen zwischen 5,3 und 9,1 Zentimeter auf die Steuerfedern. Der Schnabel hat eine Länge von 4 bis 4,9 Zentimeter. Sie wiegen zwischen 160 und 184 Gramm. Geschlechtsdimorphismus ist nicht sehr auffällig. Weibchen haben lediglich einen geringfügig kleineren Körper und sind etwas bräunlicher und matter gefärbt.

### Erscheinungsbild
Der Kopf, der Hals und die gesamte Körperoberseite sind samtschwarz. Das Kopfgefieder schimmert ölig grünlich gelb. Die übrige Körperoberseite inklusive des mittleren Steuerfederpaars hat einen violetten Schimmer und bildet bei bestimmten Lichtverhältnissen olivgrüne Schlaglichter. Im Bereich des vorderen Gesichts befinden sich zwei leuchtend gelbe Gesichtslappen, die wie geschmolzenes Plastik wirken. Diese beginnen am Ende des oberen Schnabels. Ein weiterer, himmelblauer Gesichtslappen beginnt an der Basis des unteren Schnabels.
Die Handschwingen und die äußeren Steuerfedern sind schwarzbraun. Die gesamte Körperunterseite ist schwarzbraun mit einem matten Kupferglanz. Der Schnabel ist schwarz, die Iris dunkelbraun, die Beine und Füße sind grauviolett.

## Verbreitungsgebiet und Lebensraum
Die Kurzschank-Paradigalla kommt in den Gebirgszügen im Landesinneren von Neuguinea vor. Das westlichste Verbreitungsgebiet ist das Weylandgebirge, im Osten reicht es bis zum Bismarckgebirge. Die Höhenverbreitung reicht von 1400 Höhenmeter bis 2580 Höhenmeter. Sie kommen am häufigsten jedoch in Lagen zwischen 1600 und 2400 Metern vor.
Die Kurzschwanz-Paradigalla kommt vor allem in Bergregenwäldern vor. Sie ist auch an Waldrändern, in Sekundärwäldern und selbst am Rand von Gärten anzutreffen.

## Lebensweise
Die Kurzschwanz-Paradigalla ist ein unauffälliger und bislang wenig erforschter Vogel. Sie hält sich gewöhnlich im Kronenbereich von einzeln stehenden, sehr hohen Bäumen auf, die weit über die übrige Vegetation reichen. Sie bewegen sich in den Kronen eher gemächlich fort, können jedoch große Agilität zeigen, wenn sie in den aufsitzenden Orchideen und Frauen nach animalischer Kost suchen. Sie leben überwiegend von Früchten, fressen aber darüber hinaus auch Insekten sowie vereinzelt auch kleine Wirbeltiere wie Frösche und kleine Reptilien.

## Fortpflanzung
Die Kurzschwanz-Paradigalla zählt zu den polygynen Vögel: Männchen paaren sich mit mehreren Weibchen, während die Weibchen alleine den Nachwuchs großziehen. Über das Balzverhalten dieser Paradiesvogelart liegen keine Informationen vor. Weibchen zeigen eine hohe Treue gegenüber ihrem Neststandort: Zwei beobachtete Weibchen nisteten vier beziehungsweise sieben Jahre im gleichen Gebiet.
Bis zum Ende des 20. Jahrhunderts waren nur sieben Nester untersucht: Diese befanden sich in Astgabeln hoher Bäume in einer durchschnittlichen Höhe von sieben Metern. Beim Nestbau verbaut das Weibchen Teile von Schlingpflanzen bis zu einer Länge von 45 Zentimeter. Das Nestinnere ist mit trockenen Blättern ausgelegt. Die beiden einzigen untersuchten Gelege enthielten jeweils nur ein Ei. Dieses war blass rosafarben mit braunen und violettgrauen Flecken und Punkten. Die Brutzeit beträgt mindestens 19 Tage. Die Weibchen füttern nach den bisherigen Beobachtungen überwiegend animalische Kost. Identifizierbar waren kleine Frösche und Skinke, Larven, Käfer, Heuschrecken und Regenwürmer, Spinnen, Raupen und Gottesanbeterinnen. Die Nestlingsdauer beträgt um die 25 Tage.

## Einzelbelege
1. ↑   Handbook of the Birds of the World zur Kurzschwanz-Paradigalla, aufgerufen am 9. Juli 2017
2. ↑   Frith & Beehler: The Birds of Paradise - Paradisaeidae. S. 244.
3. 1 2   Frith & Beehler: The Birds of Paradise - Paradisaeidae. S. 246.
4. ↑   Frith & Beehler: The Birds of Paradise - Paradisaeidae. S. 245.
5. 1 2   Frith & Beehler: The Birds of Paradise - Paradisaeidae. S. 247.
6. ↑   Frith & Beehler: The Birds of Paradise - Paradisaeidae. S. 248.